# 金牌特務系列
《金牌特務》是英國和美國共同創立的跨媒體製作。該漫畫的第一卷起初名為《The Secret Service》，後來配合2014年的同名電影而改名。

## 背景
《金牌特務》系列基於同名漫畫系列改編，該系列始於2012年的漫畫書《The Secret Service》。 其後兩部漫畫《The Big Exit》和《The Red Diamond》分別於2017年和2018年出版。

## 電影
| 電影                     | 美國上映日期   | 導演      | 編劇                     | 故事                 | 監製                            | 狀態   |
| ------------------------ | -------------- | --------- | ------------------------ | -------------------- | ------------------------------- | ------ |
| 《金牌特務》             | 2015年2月13日  | 馬修·范恩 | 馬修·范恩和珍·古德曼     | 馬修·范恩和珍·古德曼 | 馬修·范恩, 大衛·里德和亞當·波林 | 已上映 |
| 《金牌特務：機密對決》   | 2017年9月22日  | 馬修·范恩 | 馬修·范恩和珍·古德曼     | 馬修·范恩和珍·古德曼 | 馬修·范恩, 大衛·里德和亞當·波林 | 已上映 |
| 《金牌特務：金士曼起源》 | 2021年12月22日 | 馬修·范恩 | 馬修·范恩和卡爾·蓋達塞克 | 馬修·范恩            | 馬修·范恩, 大衛·里德和亞當·波林 | 已上映 |

## 小說
《金牌特務：機密對決 官方電影小說》（Kingsman: The Golden Circle: The Official Movie Novelization）是基於《金牌特務：機密對決》拍攝內容編寫而成的小說，由提姆·瓦格納撰寫，並於2017年9月22日發售。

## 註解
1. ↑  在該漫畫系列第一卷的新收藏版本中，《The Secret Service》被重新改名為電影的片名《Kingsman: The Secret Service》，當中所有提及軍情六處的地方也被改為「金士曼」。此外，角色「蓋瑞」的名字也被更改為電影版角色的名字「伊格西」。

## 外部連結
- 官方网站
- The Secret Service (Volume) - Comic Vine （页面存档备份，存于）
- MDP:Secret Service—Marvel Database
- YouTube上的《金牌特務》中文電影預告.（繁體中文）